# Chilaquiles

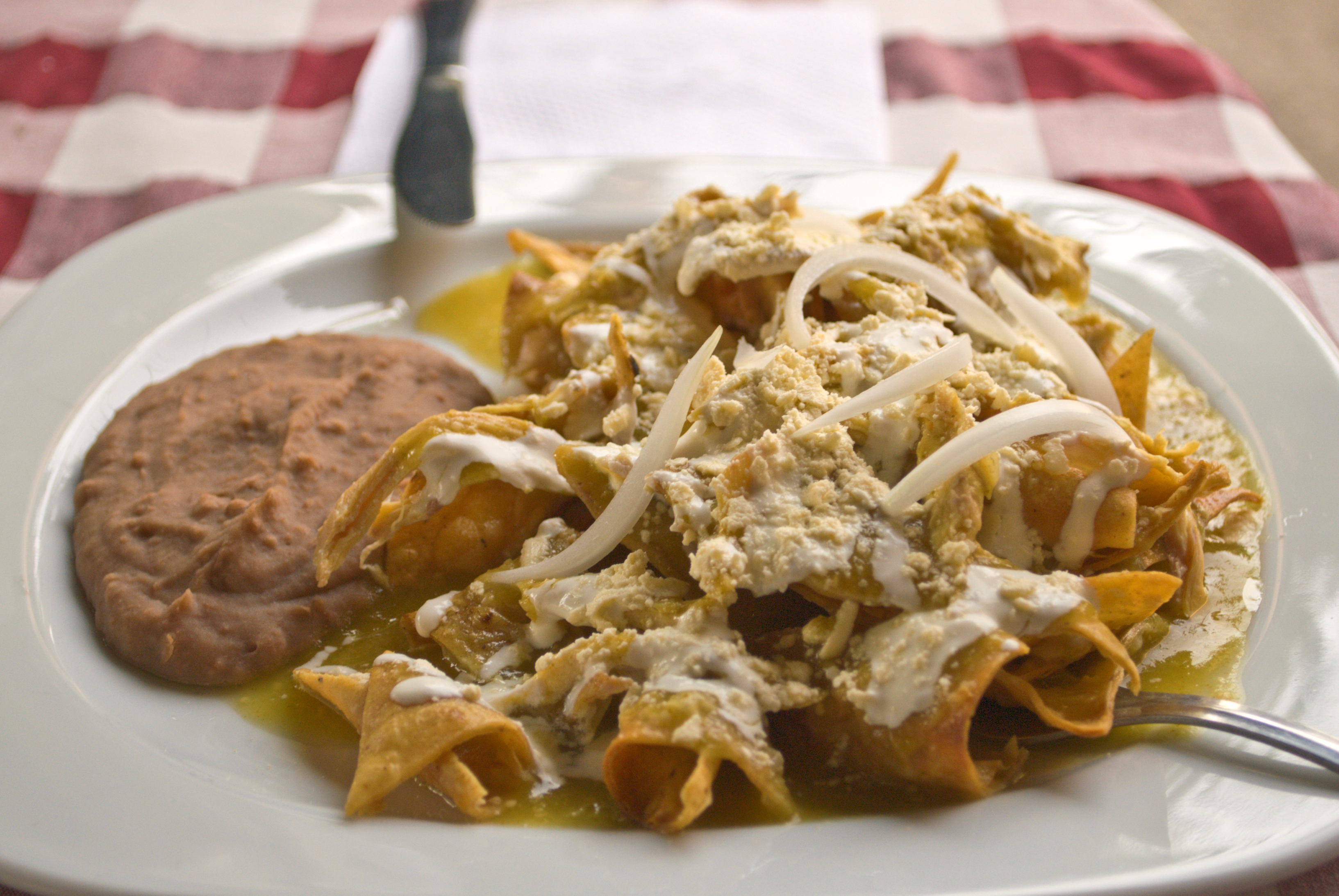
Chilaquiles en salsa verde con queso y crema, y con su tradicional acompañamiento de frijoles refritos.

Los chilaquiles son un platillo típico mexicano elaborado con totopos que se cocinan en una salsa picante, ya sea roja o verde dependiendo del tipo de chile usado. Suelen servirse como desayuno, y varían en sus métodos de preparación acatando a la región mexicana en donde sean cocinados.
Puede contener otros ingredientes como carne de pollo o de res deshilachada, arrachera, carne enchilada, cecina, chorizo, huevos al gusto, quesillo, crema, entre muchos otros más. Se suele decorar con cilantro y cebolla y acompañar con una porción de frijoles.
Se trata de un plato sencillo de elaborar y muy popular en México, además de altamente calórico. En la cultura mexicana, el desayuno es una comida contundente, a veces la más importante. Según un informe de 2020, los chilaquiles son con diferencia el desayuno más demandado por los consumidores mexicanos.

## Etimología
Existen dos principales teorías sobre el origen de la palabra, y ambas lo trazan al idioma náhuatl. Según Ángel María Garibay «chilaquiles» es la forma castellanizada de chīlaquīlli, conformada por chīl(-li) «chile», y aquīlli «[algo] metido en», sustantivo derivado del verbo aquia «estar metido en», «entrar en algo». En este sentido, «chilaquiles» quiere decir [totopos] «metidos en chile». 
En cambio, según la RAE, proviene de chilli «chile», atl «agua» y quilitl «hierba comestible». Esta teoría cuenta con menos apoyo, ya aparentemente el plato no contiene quelites. 

## Historia
Se desconoce si los chilaquiles tienen un origen prehispánico o surgen más tarde a raíz del mestizaje durante la época colonial, ya que los ingredientes básicos (chile y tortilla) son nativos, pero los aderezos (queso, cebolla y pollo) fueron traídos del Viejo Mundo. Ya en 1571 el misionero franciscano Alonso de Molina mencionó  la salsa de chile en su Vocabulario en Lengua Castellana y Mexicana, que era muy típica de los nativos, los cuales la llamaban chilmulli (lit. «salsa de chile»). Se cree que para aprovechar las tortillas endurecidas del día anterior, se bañaban en chilmulli para suavizarlas. La primera referencia escrita de los chilaquiles (que haya llegado a nuestra época) fue en 1821 en el recetario Arte nuevo de cocina y repostería acomodado al uso mexicano de la editorial Casa de Lanuza Mendía y C., que los describe así:

Se cuece carne de puerco y chorizos (pero estos no se echan hasta que la carne esté á medio cocer,) se frie todo y se aparta del fuego: se tiene pronto el clemole, las tortillas y el ajonjolí tostado; se pone capa de carne y se tapa con tortillas; se le echa caldo de clemole y un puñado de ajonjolí; de este modo se hace con las demas: se les echa manteca de la regular porque las tortillas la embeben mucho.

Como se puede ver, esta receta del siglo XIX es ligeramente diferente, lo que sugiere que el plato ha evolucionado desde entonces. En El Cocinero Mexicano (1831), otro recetario publicado una década después, se encuentran cuatro recetas diferentes: «chilaquiles blancos», «chilaquiles rojos o colorados», «chilaquiles rellenos» y «chilaquiles tapatíos»: La salsa de los chilaquiles blancos se elabora con jitomates y chiles verdes cocidos y molidos y luego fritos en manteca. También se proponen varios aderezos opcionales: queso añejo, cebolla, chorizo o chorizón, longaniza, morcón, costilla de cerdo, jamón o carne deshebrada; Para la salsa roja o colorada, se usan chile ancho y pasilla, y opcionalmente se hace un pipián, que es una salsa usando estos chiles junto con pepitas de calabaza y/o ajonjolí; Para la receta de los chilaquiles rellenos, el recetario explica que se rellenan las tortillas con picadillo, queso, chicharrón, morcón, sesos o huevos y se bañan en salsa blanca o roja mencionadas previamente; En cuanto a los chilaquiles tapatíos, la explicación que se da es un calco de la receta de 1821 citada anteriormente. 
Por su clara influencia hispana, en El Cocinero Mexicano se niega un origen prehispánico de los chilaquiles, y se atribuye su invención a la cocina de los conventos; aunque, de nuevo, su origen es incierto.

## Variantes

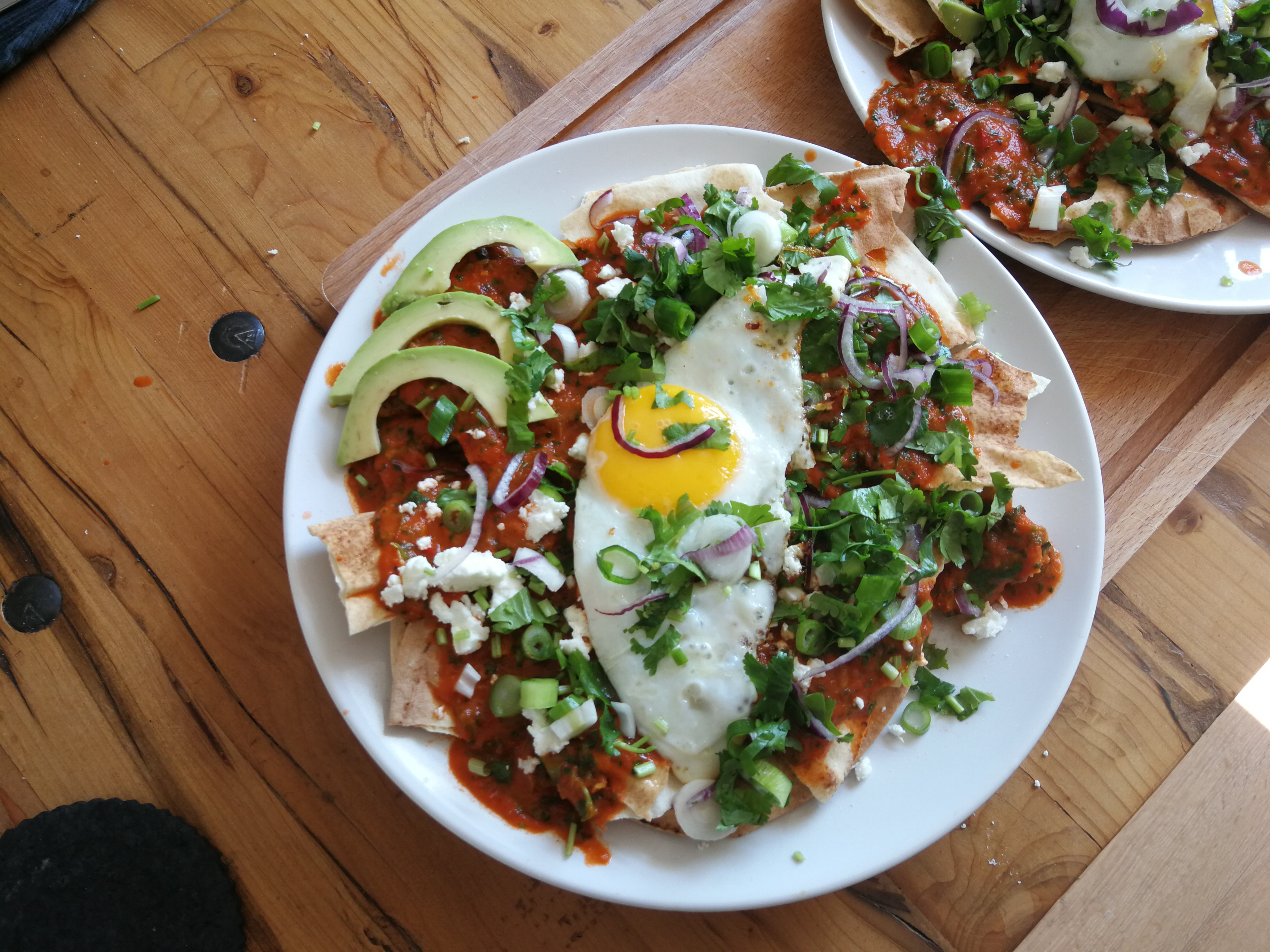
Chilaquiles rojos con un huevo frito, aguacate, cebolla morada, cebolleta y cilantro

Existen multitud de variantes regionales de chilaquiles, entre las cuales destacan:
- Chilaquiles rojos, preparados en salsa roja de jitomates y chiles secos.
- Chilaquiles verdes, preparados en salsa verde de tomatillos verdes y chile verde tipo serrano o jalapeño.
- Chilaquiles tapatíos, servidos con cebolla, crema y queso Cotija.[14]
- Chilaquiles en salsa guajillo, con salsa de chile guajillo, originarios de Oaxaca.[15]
- Chilaquiles con huevo estrellado, al parecer, originarios de Guanajuato.[4]
- Chilaquiles con chorizo, típicos de Oaxaca.[16]
- Chilaquiles hondureños, originarios de Honduras, se aromatizan con comino y laurel, e incluyen carne molida, huevo y pimiento morrón.[17]
- Pizza de chilaquiles, originada una pizzería de Ciudad de México llamada Perro Negro.[18]
- Torta de chilaquiles, originada en un puesto callejero de la Ciudad de México.[19]
- Chilaquiles Suizos, Preparados con queso gratinado y usualmente con salsa verde.

## En la cultura popular
En plural, «chilaquiles» se refiere a este plato, sin embargo, en el habla coloquial se puede usar «chilaquil», en singular, para referirse a algo que ha sido mal tratado, como: «tu cuaderno es un chilaquil» («tu cuaderno está deteriorado»), en analogía a como quedan de empapados los totopos al bañarse en la salsa. En otros contextos, también se refiere al jefe o la persona al mando («aquí manda Don Chilaquil»). En otras regiones, en cambio, tiene una connotación positiva y es una palabra cariñosa para la pareja o el amante («eres mi chilaquil»), en referencia a lo apetecibles que son en cualquier momento del día.
Un antiguo refrán popular mexicano dice: «Pobre del pobre si al cielo no va, chilaquiles aquí, enchiladas allá», o simplemente «chilaquiles aquí, enchiladas allá», el cual menciona estos dos platos tan parecidos en sus ingredientes para referirse sarcásticamente a la mala suerte o los problemas que persiguen a los desventurados o pecadores, ya que ambos platos son muy picantes.
Popularmente, los chilaquiles se recomiendan como desayuno para las personas que sufren resaca (llamada coloquialmente «cruda» en México) tras una noche de fiesta. Asimismo, es un plato típico como parte de las celebraciones después de una boda tradicional mexicana, donde es servido en la «tornamesa», que es una segunda ronda o ronda final de platos servidos para los invitados.